# Philoscia geayi
Philoscia geayi là một loài chân đều trong họ Philosciidae. Loài này được Paulian de Felice miêu tả khoa học năm 1944.